# OXO
OXOは、ケンブリッジ大学の学生だったA・S・ダグラスが1952年に開発したコンピュータゲームである。三目並べ（○×ゲーム）をプレイできるものであり、このゲームがコンピュータに実装されたきわめて初期のものの一つである。
OXOは、同時期に完成したクリストファー・ストレイチーのチェッカーゲームとともに、電子画面に映像を表示した最古のゲームの一つである。定義によっては「世界初のコンピュータゲーム」と言えるかもしれないが、動くグラフィックやリアルタイムに更新されるグラフィックがないことを理由に、コンピュータゲームとは言えないとする説もある。

## 歴史

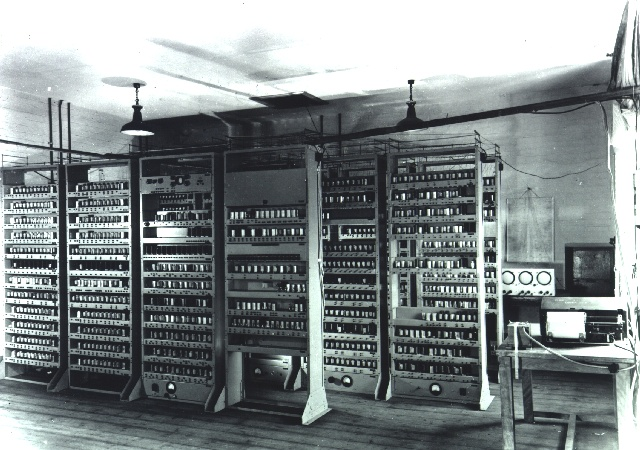
EDSAC（1948年）

EDSACは、ケンブリッジ大学の数学研究所で1946年から製作が開始され、1949年5月6日に最初のプログラムが実行され、1958年7月11日まで使用された。EDSACは、世界初のプログラム内蔵方式のコンピュータの一つで、メモリの読み書きが可能であった。メモリの状態をグラフィカルに表示するために、35×16ドットマトリックスのブラウン管が3台搭載されていた。同大学の博士課程に在学中だったサンディー・ダグラス（A・S・ダグラス）は、人間とコンピューターの相互作用に関する論文の一環として、EDSACでこのゲームをプログラミングした。ダグラスは、ESDACのスクリーンのうちの1つを使って、ユーザにゲームの進行状況を表示した。他の初期のビデオゲーム同様、デモの終了後、このゲームは廃棄された。
ダグラスがこのゲームにつけた名前は"noughts and crosses"（三目並べのイギリスでの呼び方）だった。今日知られている"OXO"という名前は、その数十年後にコンピュータ史家のマーティン・キャンベル＝ケリーがEDSACのシミュレーションを作成した際に、このゲームを再構築したシミュレーションファイルの名前として初めて登場した。
OXO(noughts and crosses)が完成したのと同時期に、クリストファー・ストレイチーは、自身が1951年に製作したチェッカーゲームをFerranti Mark 1に移植し、CRTディスプレイにゲームの状態を表示するように拡張した。ダグラスのOXOとストレイチーのチェッカーゲームは、電子画面に映像を表示した最初のゲームとして知られているが、どちらが先であったか不明である。OXOは計算機上で動作し、グラフィックディスプレイを使用していたため、ある定義では最初のビデオゲームの候補とされているが、動くグラフィックや連続的に更新されるグラフィックを使用していなかったため、別の定義では最初のビデオゲームではないとされている。
ウィリアム・ヒギンボーサムの『Tennis for Two』（1958年）より古い、画面の記録が残っている「ビデオゲーム」であり、最初期のコンピュータゲームと考えられているもののひとつである。Tennis for Twoはアナログコンピュータを使ったアナログコンピュータゲームである。

## 実装
横35ドット×縦16ドットのブラウン管を使い、プレイヤーとコンピュータが対戦する。プログラムリストは短いものだが、三目並べの手筋は完璧に把握している。9個のマスには固有の座標番号が振られており、右下が1、一歩左が2で左下が3である。一段上がって中段右が4で、最後に左上が9となる。入力にはダイヤル式電話機が使用され、自分の手を打ちたい場所に対応する数字をダイヤルする。自分の手がスクリーンに表示され、それに続いてコンピューターの手が表示され、ゲームの状態が変化したときにだけ表示が更新される。
OXOは一般には販売されておらず、特別な許可を得てケンブリッジ大学の数学研究所でのみプレイすることができた。EDSACは動かすことができず、コンピュータもゲームも学術的な研究を目的としていた。

## その他
- 現在確認されている最古の、コンピュータゲームやビデオゲームと考えられるものは、ミサイル攻撃のシミュレーションゲームで、トーマス・T・ゴールドスミス（英語版）とエストル・レイ・マンによる、1947年1月25日出願 1948年12月14日発行の合衆国特許 #2 455 992 の発明（陰極線管娯楽装置）である。
- アタリを創業したノーラン・ブッシュネルも、ユタ大学に在籍して『スペースウォー!』に熱中していた際、自分でも簡単なゲームを作っており、三目並べも制作している。曰く、「プレイヤーが一手でも間違えるとコンピュータが勝ってしまうことが痛快だった」。
- 映画『ウォー・ゲーム』では、三目並べがクライマックスの鍵として使われている。